# Trzy Gracje (pomnik w Bydgoszczy)
Trzy Gracje – posągi w Bydgoszczy, położone przy ul. Stary Port, na nabrzeżu Brdy.

## Opis
Dzieło autorstwa Jerzego Buczkowskiego zostało odsłonięte w 1989 roku, po wykonaniu modernizacji bulwarów nad Brdą.
Odlew z brązu przedstawia trzy kobiety – mityczne Gracje (Talię, Aglaję i Eufrosyne), które według mitologii greckiej były boginiami wdzięku i radości. 
„Trzy Gracje” są uznawane za jeden z najbardziej udanych przykładów nowoczesnej rzeźby w Bydgoszczy. Wartość obiektu podkreśla jego położenie na najbardziej reprezentacyjnym odcinku bulwarów nad Brdą. W pobliżu obiektu znajdują się zabytki i symbole Bydgoszczy – pałacyk Lloyda, stare spichrze, nowe spichrze, gmach Poczty Głównej.
Z rzeźbą wiąże się anegdota, która przedstawia się następująco: pomnik został odsłonięty w trudnych czasach, kiedy na półkach sklepowych był tylko ocet. Trzy kobiety wyszły z pobliskich kamienic, żeby wspólnie zastanowić się nad tym, co dzisiaj przygotować rodzinie na obiad. No i w takich smutnych pozach zastygły aż do dziś.

## Galeria

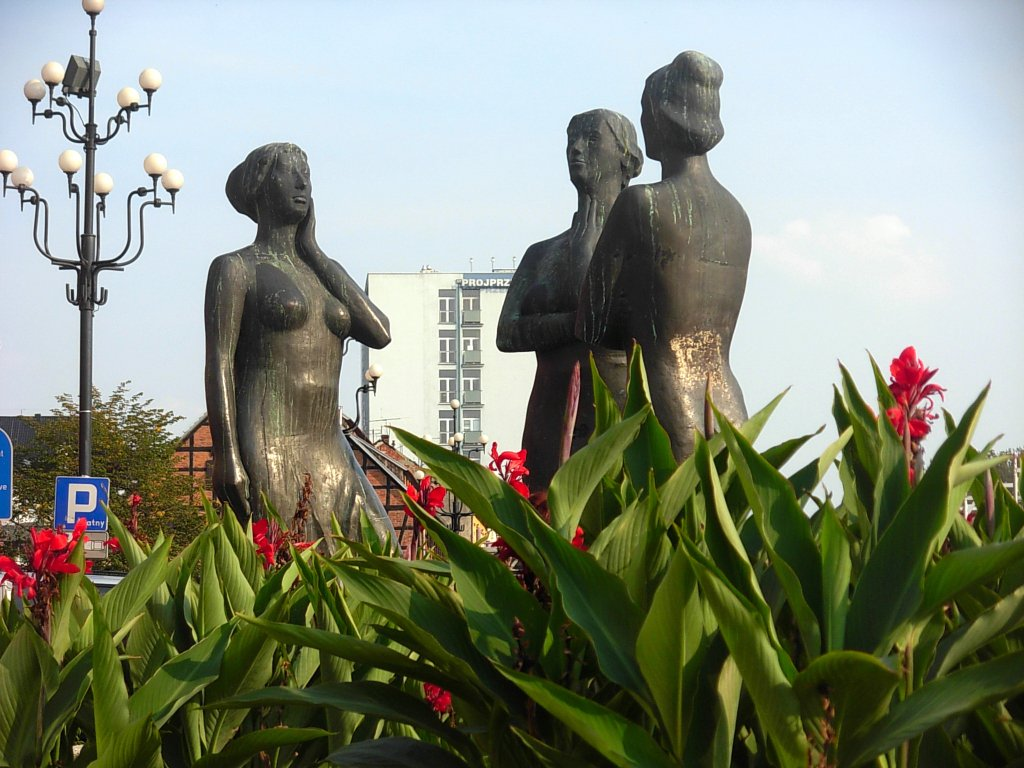
W kwiatach
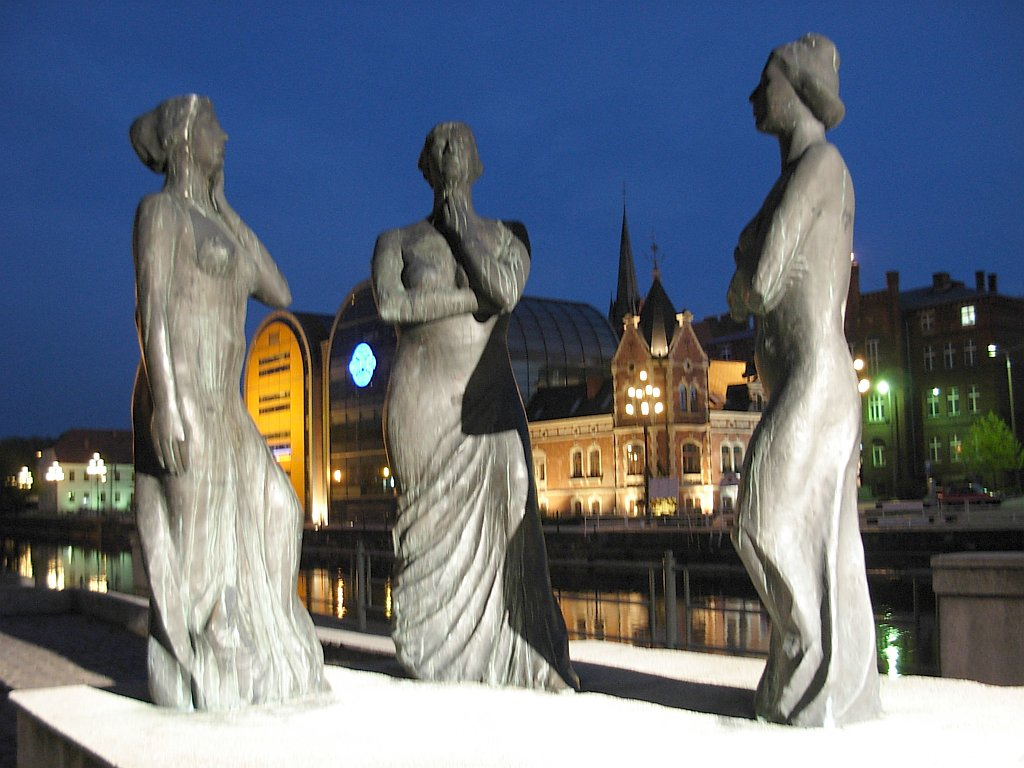
Nocą
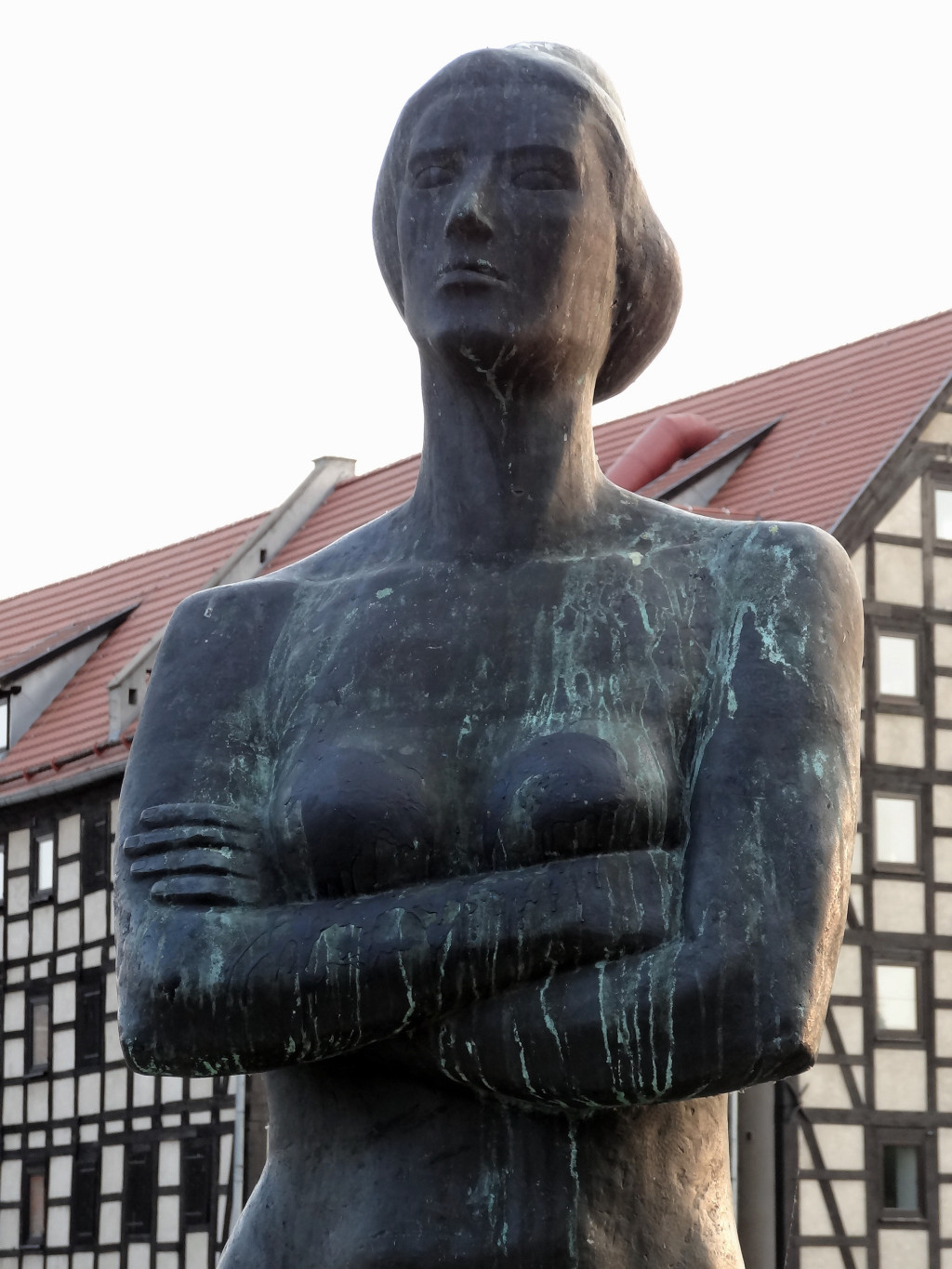
Pierwsza
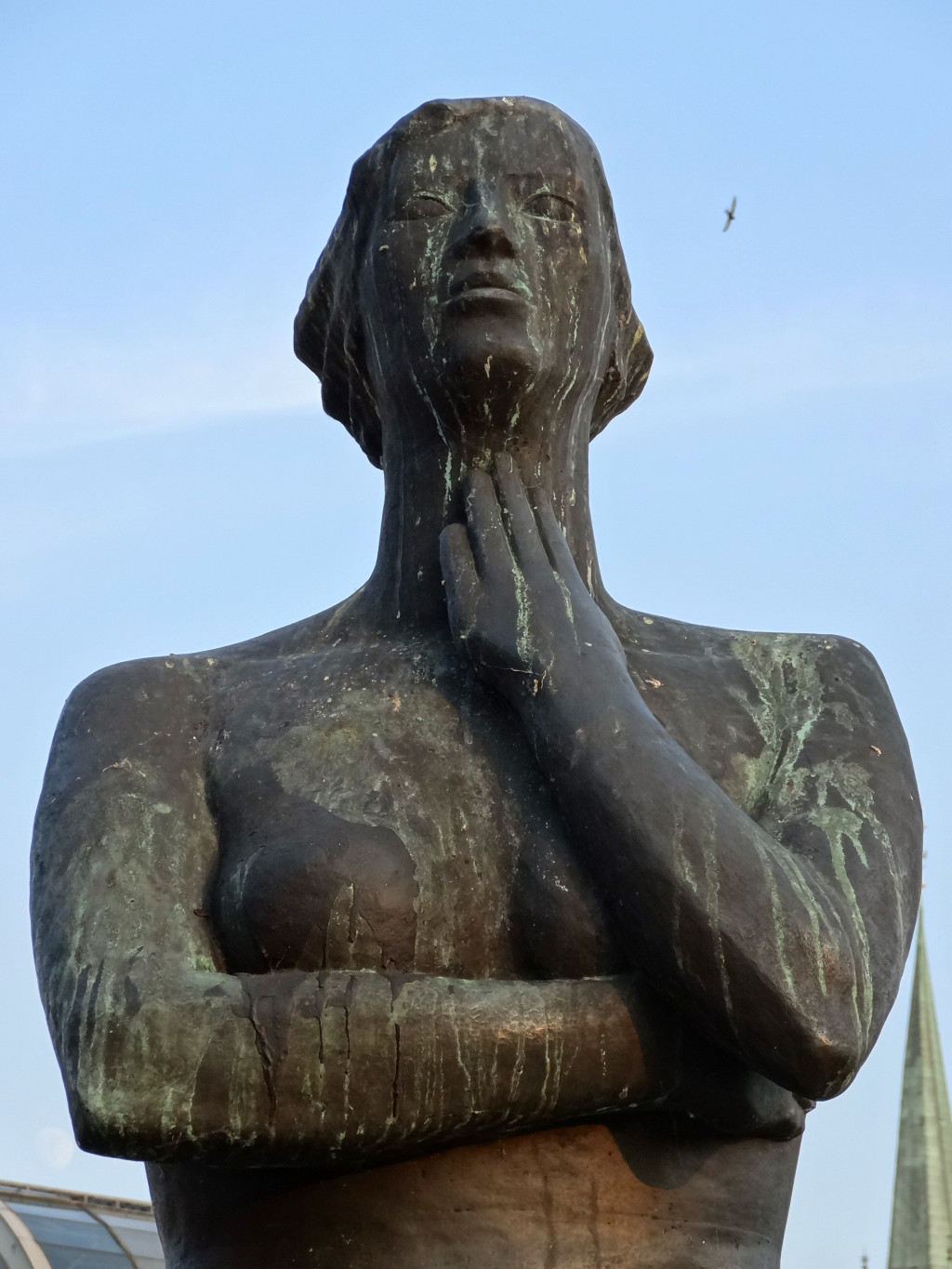
Druga
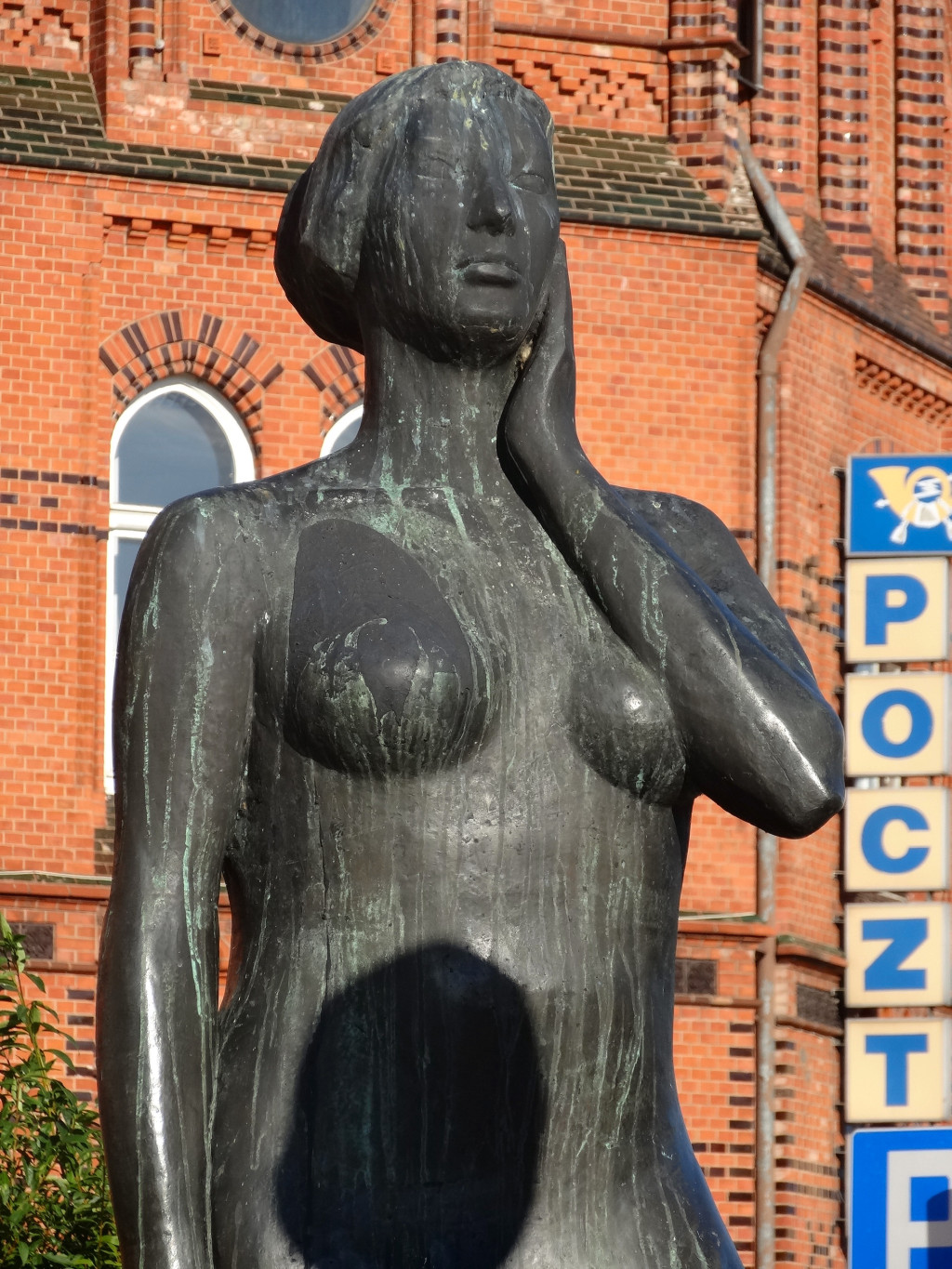
Trzecia